# Ягодник (Нижньосілезьке воєводство)
Ягодник (пол. Jagodnik, нім. Grunau-Jakobsdorf) — село в Польщі, у гміні Свідниця Свідницького повіту Нижньосілезького воєводства.
Населення — 330 осіб (2011).
У 1975-1998 роках село належало до Валбжиського воєводства.

## Демографія
Демографічна структура станом на 31 березня 2011 року:
|          | Загалом | Допрацездатний вік | Працездатний вік | Постпрацездатний вік |
| -------- | ------- | ------------------ | ---------------- | -------------------- |
| Чоловіки | 161     | 31                 | 113              | 17                   |
| Жінки    | 169     | 21                 | 106              | 42                   |
| Разом    | 330     | 52                 | 219              | 59                   |